# Вилязлово (Мазовецьке воєводство)
Вилязлово (пол. Wylazłowo) — село в Польщі, у гміні Любовідз Журомінського повіту Мазовецького воєводства.
Населення — 199 осіб (2011).
У 1975-1998 роках село належало до Цехановського воєводства.

## Демографія
Демографічна структура станом на 31 березня 2011 року:
|          | Загалом | Допрацездатний вік | Працездатний вік | Постпрацездатний вік |
| -------- | ------- | ------------------ | ---------------- | -------------------- |
| Чоловіки | 103     | 26                 | 70               | 7                    |
| Жінки    | 96      | 18                 | 50               | 28                   |
| Разом    | 199     | 44                 | 120              | 35                   |